# C-12休倫運輸機
比奇C-12休倫運輸機（Beechcraft C-12 Huron）是一系列基于比奇超級空中國王和比奇1900型的双引擎涡轮螺旋桨軍用飛機，各種改型使用於美国空军、美国陆军、美国海军和美国海军陆战队，進行諸如使節活動、医疗后送、客运、轻型货物运输的任務。一些飞机为各种任务加裝偵察系統。

## 设计和开发
第一架 C-12A 型号于 1974 年在美国陆军服役，用作联络和一般人员运输，該機基本上就是一架超级空中国王 200，使用标准普惠加拿大 PT6 A-41 引擎。 
美国海军于 1979 年订购了超级空中国王 A200C ，但改裝了一個大小 1.32 m x 1.32 m的貨艙門，命名为 UC-12B，用于在美国本土和海外的海軍和海軍陸戰隊基地之間的運輸。機艙可以輕易進行客貨運輸，並可使用醫療擔架後送病人。到 1982 年，海軍訂購了 64 架這種飛機。 
MC-12W Liberty 是主要使用於美國空軍於阿富汗和伊拉克上空監視任務的機型。比奇飛機公司製造機體，送到德克薩斯州的格林維爾，由L-3通信整合（L-3 Communications Missions Integration）安裝情報、監視、偵察設備。 截至 2013 年，Liberty 计划的战斗飞行小时数已超过 300,000 小时。  自 2009 年 6 月 10 日首次執行戰鬥任務以來，這架飛機在 79,000 次戰鬥任務飛行了 400,000 小時，幫助擊斃或俘獲“超過8,000 名恐怖分子”，並發現了 650 個武器藏匿處。此工作由不斷擴張的MQ-9 Reaper机队接手，空军决定將 41 架本型機移交给美国陆军和美国特种作战司令部。 最后一次 MC-12W 任務于 2015 年 10 月 13 日结束。 

### C-12J
为了满足运送更大的团体的需要，美国陆军购买了 6 架基于Beechcraft 1900 C 通勤客机的 C-12J。一架C-12J用于新墨西哥州霍洛曼空軍基地的第586試飛中队，用於GPS干擾測試任務。 另一架位於阿拉斯加埃尔门多夫空军基地的第 517 空运中队。 三架在韩国乌山空军基地的第 55 運輸隊。 這些飛機已經轉至日本横田空军基地第 459 運輸中队。其余两个供美国陆军航空兵使用。 
TC-12B Huron 是比奇超級空中國王 200 的雙引擎增壓版本。有25 架在美國海軍第 35 訓練中隊 (VT-35) 服役，這是美國海軍唯一的 TC-12B 休倫中隊，基地位於德克薩斯州科珀斯克里斯蒂海軍航空站。美國海軍於 2017 年 5 月 16 日改用 T-44C 進行多引擎飛機的訓練。 

## 改型

### 基于空中国王 200 的改型

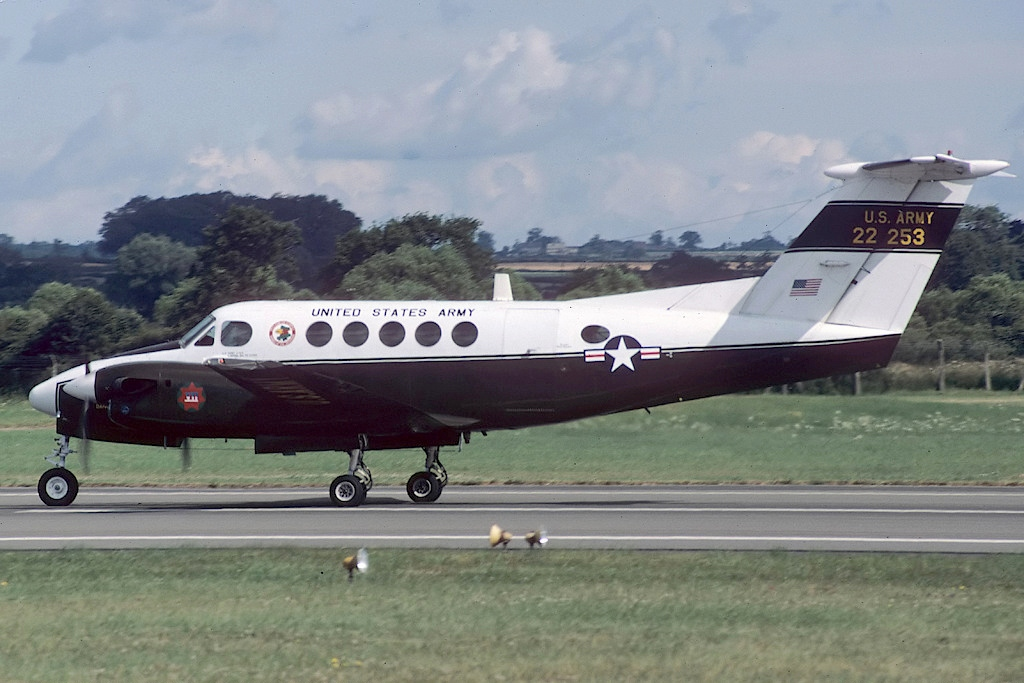
美国陆军 C-12A

C-12A
美国陆军用于联络和随员运输。基于空中国王 A200（序列号 BC-1 到 BC-61、BD-1以後）。
UC-12B
美国海军/美国海军陆战队使用，加裝货舱门。基于空中国王 A200C（序列号 BJ-1 以後）。
NC-12B
美国海军使用，只有一架（UC-12B BuNo 161311)，配备四个P-3C型声纳浮标发射器。
TC-12B
美国海军训练機，由 UC-12B 机身改装而成。
C-12C
美国陆军和美国空军的 C-12A 版本，升级引擎。基于空中国王 A200（序列号 BC-62以後）。
C-12D
美国陆军和美国空军使用，基於空中国王 A200CT，改裝更大的货舱门、“高浮动”起落架（比奇飛機公司提供的選用設備，在不平整跑道使用更大的主起落架轮）（序列号 BP-1、BP-22、BP-24至 BP-51）。
RC-12D
美国陆军的特別任務机。
UC-12D
基于空中国王 A200CT（序列号 BP-7 到 BP-11）。
C-12E
美国空军升级的 C-12A 飞机。 29 架 C-12A 改装了两台普惠加拿大 PT6A-42 涡轮螺旋桨引擎。
C-12F
美国空军运输機，基于空中国王 A200CF（序列号 BP-52 到 BP-63）和空中国王 B200C（序列号 BP-64 及以後）。
RC-12F
美国海军的 UC-12F 版本，改装水面搜索雷达。
UC-12F
基于空中国王 B200C（序列号 BU-1 及以上、BV-1 及以上、BW-1 及以上）的美国海军版本。驾驶舱升级到 Proline 21。
RC-12G
美国陆军版本用于 Crazyhorse计划下的实时战术情报支援任務。 基于空中国王 A200CT（三架飞机，序列号 FC-1 及以上）。原使用於由美国陆军预备役航空部队。
RC-12H
美国陆军的特殊任务机。
C-12L
有三架 A200 原作为 RU-21J，在1984 年改装了新的 VIP內裝，稱為 C-12L ，由美国陆军使用。 
UC-12M
美国海军版本。驾驶舱升级到 Proline 21。
RC-12M
美国海军版本，升级驾驶舱仪表與其他系统和结构。
C-12R
將 BE200 改装了EFIS玻璃驾驶舱仪表。
C-12T
早期美国陆军 C-12F 版本，升級驾驶舱仪表。
C-12U
美国陆军 C-12T 版本，升級驾驶舱仪表升级，以配合全球空中交通管理指令。
RU-21J
1970 年代初期，美国陸軍使用的三架 A200，用于Cefly Lancer 计划。
C-12V
使用 Proline 21 FMS 升级的 C-12R

### 基于空中国王 300 的变体
MARSS
MULTI-INT ISR 平台使用。MARSS 可為戰場指挥官提供多種情报，可近乎即時發現、識別、回報有威脅性的目標。  截至 2010 年 6 月，有11 架 MARSS 由空中國王300型改裝成。

### 基于空中国王 350 的改型
C-12S
基于空中国王 350 的美国陆军版本，可容纳 8 至 15 名乘客，並可快速轉換為貨機。
MC-12W
美国空军使用於情報、偵測、偵查使用；最初有 8 架空中国王 350 和 29 架空中国王 350ER，最後共有42 架 350ER（包括 1 架战斗损失）。自 2009 年 6 月起用於美国特种作战司令部。  到 2015 年，所有飞机都转移到美国特种作战司令部、美国陆军和其他美国政府机构。 加拿大皇家空军订购了 3 种类似的改型。 
UC-12W
基于空中国王 350 的美国海军版本
MC-12S (EMARSS-S)
美国陆军改装 MC-12W 飞机的命名。

### 基于 Beechcraft 1900 的改型

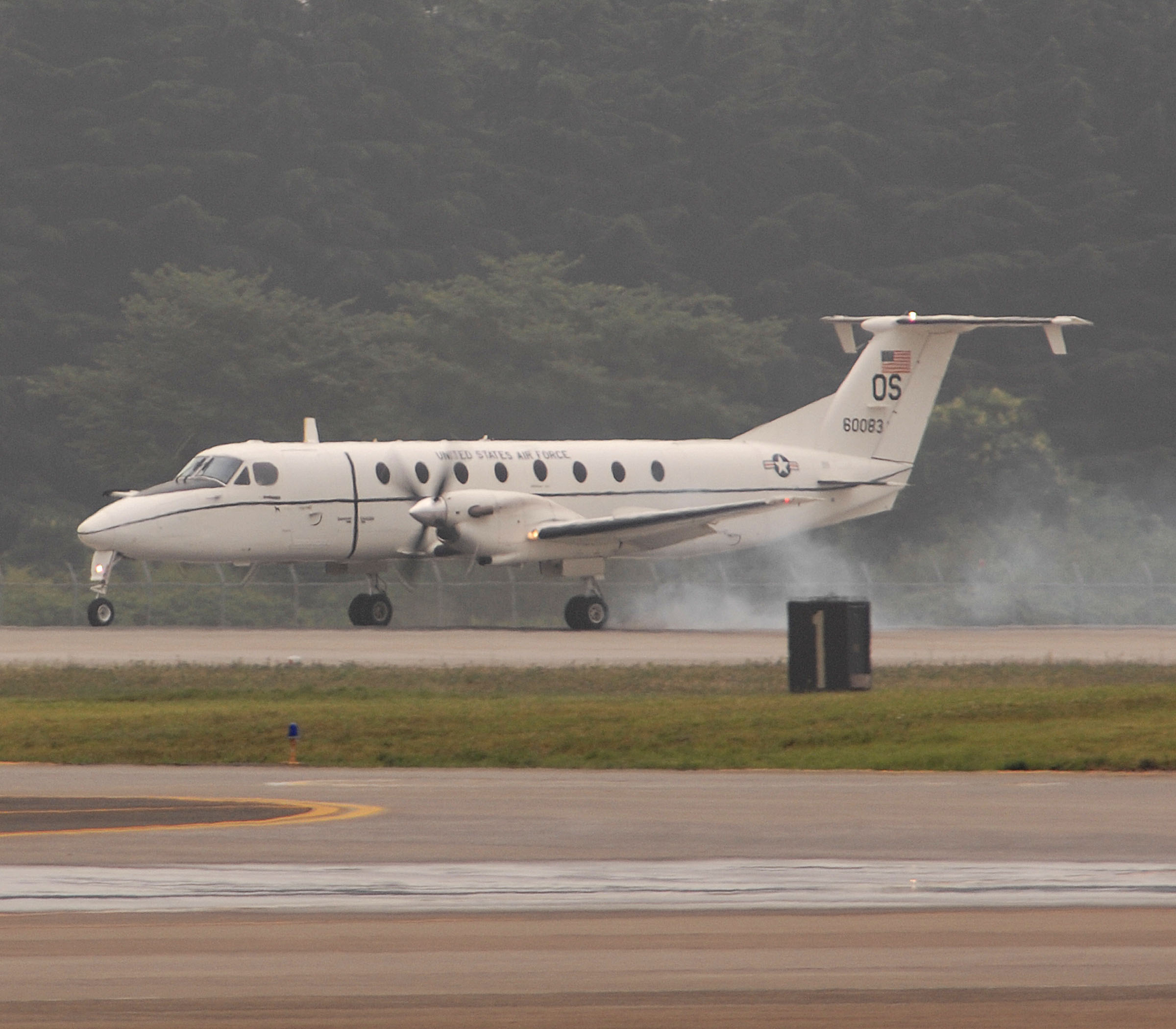
2007 年 6 月 29 日，一架美国空军 Beech C-12J Huron 降落在日本横田空军基地。

C-12J
基於比奇1900C的機型，用於美国空军的太平洋空军和空军装备司令部，可乘載 2 名機組員和 19 名乘客。 機號為 UD-1 到 UD-6。
美國空军目前只有 4 架 C-12J。 3 架由日本横田空军基地的第 459 運輸中隊使用，1 架由新墨西哥霍洛曼空军基地的空军装备司令部使用。陸軍也有使用 C-12J。

### 特殊军用改型
以下RC-12改型虽然类似于早期基于 KA-200 的 RC-12，但做了不少升級，包括升级发动机（1,100 马力 PT6A-67）、结构升级（將传统 KA-200/300/350的T型尾翼改裝1900型的改進T型尾翼，以配合扭矩和空气动力学性能、加強翼梁以配合提升的最大总重量 - 高达 16,500 磅）。 
RC-12 K、N、P
美国陆军Guardrail Common Sensor 系统平台。
RC-12 X, X+
情報收集平台，订购14 架，第一架于 2011 年 1 月交付给美国陆军。 
美国军方还使用其他名称的其他空中国王系列飛機，包括 C-6 Ute和T-44系列。此外还有许多 Beechcraft 1900 註冊隨民用飛機但由军方使用，這些飛機乃使用民用型号名称。

## 使用者
希腊
- 希腊

 以色列
- 以色列空军

 巴基斯坦
- 巴基斯坦空军

 美国
- 美国空军
- 美国陆军
- 美国海军陆战队
- 美国海军
- NASA[21]

 加拿大
- 加拿大皇家空军支持特种作战。

 阿根廷
- 阿根廷空軍 - 10 宣布将于 2021 年 2 月购买10架。 [22]

## 规格 (Beechcraft C-12 Huron)
基本信息
性能
- 機組員： 1–5
- 容量：13 人
- 長度：13.34公尺
- 翼展： 16.61公尺
- 高度：4.6公尺
- 翼面積：28.1平方公尺
- 翼型：翼根：NACA 23018；翼尖：NACA 23012[23]
- 空重: 7,755 lb (3,518 kg)
- 最大起飛重量：12,500 lb (5,670 kg)
- 載油量： 675.2 US gal (562.2 imp gal; 2,556 l) ; 1,035.2 US gal (862.0 imp gal; 3,919 l) （含輔助油箱）
- 引擎：兩具普惠加拿大PT6A-42渦輪螺旋槳引擎，每部出力 850 shp (630 kW)
- 螺旋槳：4葉定速螺旋槳

性能
- 最大速度： 289 kn (333 mph, 535 km/h) 於 15,000 ft (4,572 m)
- 航程：: 1,450 nmi (1,670 mi, 2,690 km) C-12J[24]
- 最大航程： 1,800 nmi (2,100 mi, 3,300 km) C-12J （油箱滿載並含45分鐘緊急用油）[24]
- 最大巡航高度： 35,000 ft (11,000 m)
- 爬升率： 2,450 ft/min (12.4 m/s)
- 翼負荷： 41.3 lb/sq ft (202 kg/m2)
- 動力／重量比： 0.14 hp/lb (0.23 kW/kg)